# Fiľakovský hrad
Zříceniny Fiľakovského hradu nebo hradu Fiľakovo jsou středověkého původu a vypínají se nad městem Fiľakovo. Hrad je národní kulturní památka Slovenské republiky.

## Historie hradu
Archeologické nálezy datují osídlení hradního návrší již od doby měděné (cca 3500 před Kr.). V 12. století stál pravděpodobně na místě hradního vrchu kamenný hrad. První písemná zmínka o hradu je z roku 1242, kde se píše, že Fiľakovský hrad odolal mongolským nájezdům. Hrad vlastnilo více majitelů, mezi nimi v letech 1311–1321 i Matúš Čák Trenčanský.
V letech 1348 a 1385 se v listinách připomíná jako královský majetek. V roce 1435 ho dostali do zálohy Peréniovci, v roce 1440 majitelka hradu - královna Alžběta pověřila zabezpečením panství Jana Jiskru.
V roce 1483 dobyly hrad vojska krále Matyáše Korvína a vyhnali z hradu Štefana Peréniho. Od roku 1490 byl zprávou hradu pověřen budínský kapitán Blažej Raškai. Jeho dceru si vzal za ženu František Bebek a hrad dostal jako její věno.
Po zesílení tureckého nebezpečí dal hrad v roce 1551 přestavět podle plánů italského stavitele A. da Vedano na mohutnou renesanční pevnost. Spolu s hradem se vybudovalo i městské opevnění navazující na hradní akropoli. Hrad se navzdory snaze obránců však v roce 1554 dostal do rukou Turků, kteří se na něm usídlili na 39 let. Odtud vládl beg Hamza a po něm beg Šaman velké části jižního Slovenska – Fiľakovskému Sandžaku.

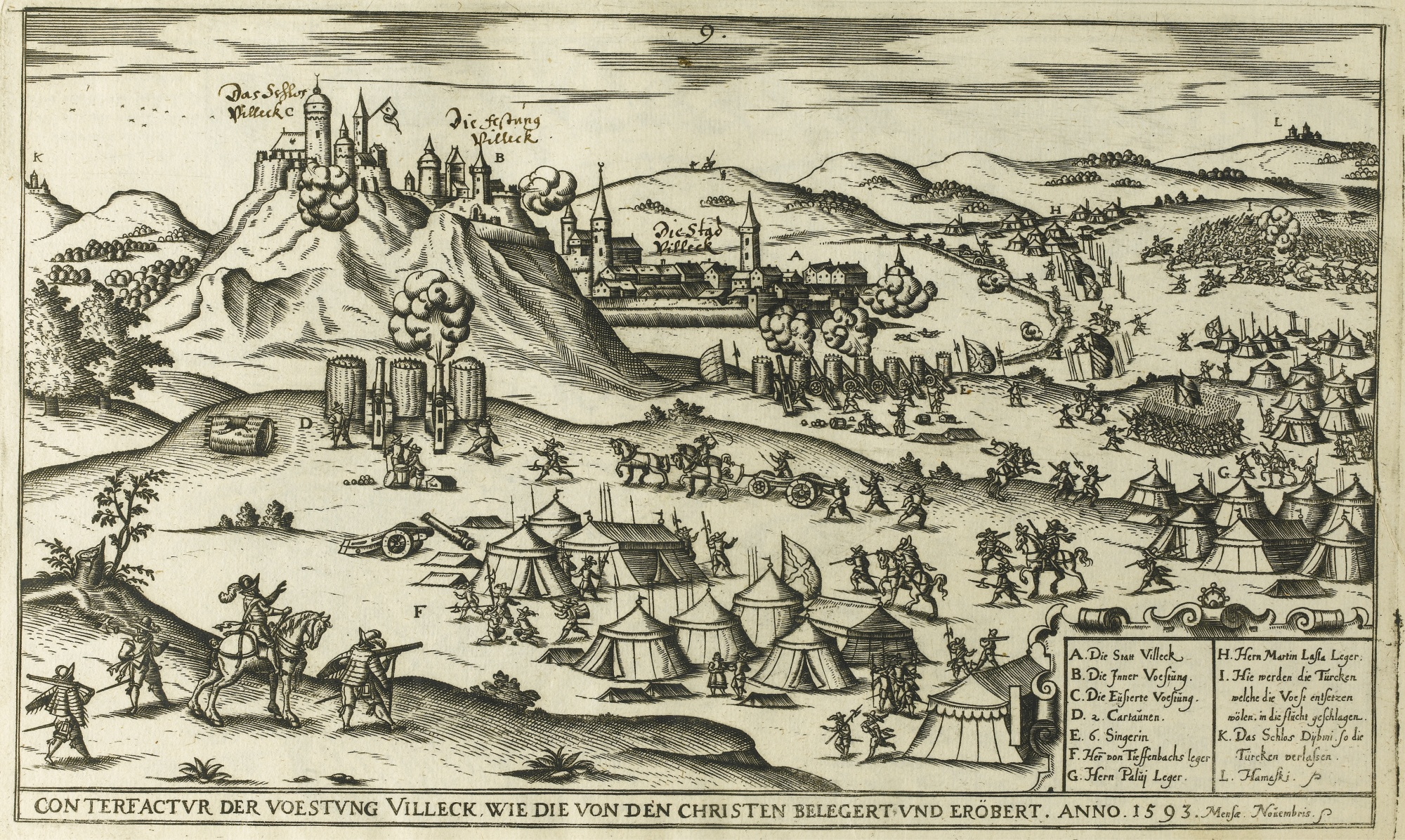
Císařská vojska dobyla hrad zpět od Turků v roce 1593

Císařská vojska dobyla hrad zpět od Turků v roce 1593. Vystřídalo se na něm několik velitelů, například
- 1598 – Michal Sörényi
- 1599 – Honorius Tonhauser
- vicekapitán František Rédei

Hrad na příkaz sněmu v letech 1602 a 1604 obnovili, ale hned ho obsadila bočkajovská vojska.
Časté vojenské nepokoje mezi jednotlivými mocenskými skupinami habsburské říše a císařem si vynutily i rychlé a opakované úpravy - v letech 1608, 1609, 1613 a znovu v roce 1619 (po požáru 1615). V letech 1621–1623 o hrad bojovali betlenovci. Kapitánem hradu byl Tomáš Bosnyák de Magyarbel.
Během Rákociho povstání, kdy byl kapitánem František Vešeléni, obsadilo město císařské vojsko. Hrad i město prosperovaly. Na Červené skále byla postavena strážní věž a na Strážní nahoře byla trvale umístěna posádka. V hradě se konaly zasedání a porady okolních žup.
V letech 1650 - 1664 byl kapitánem hradu Adam Vešeléni a od roku 1657 se dědičným kapitánem stává Štefan Koháry I. a od roku 1667 Štefan Koháry II., který dal v roce 1672 opravit hradní zdi. Během Tököliho protihabsburského povstání tento na hrad v roce 1678 zaútočil, ale nedobyl ho.
V roce 1682 se Tököly za vydatné podpory Turků (60 tisíc vojáků) soustředil na znovudobytí hradu, což se jim po náročném obléhání i podařilo. Hrad vyhořel, spolu s ním shořel i župní archiv a město bylo zničeno. Od té doby je hrad v ruinách.
Od roku 1972 se uskutečňuje konzervace hradních ruin. V Bebekově baště byla po rekonstrukci zřízena expozice z dějin hradu a města.

## Popis hradního komplexu
Původní hrad tvořila v 12. století čtyřboká věž, obvodová zeď s palácem na jihozápadní straně a pravděpodobně val s palisádami. Během přestavby v roce 1551 byl hrad rozšířen o střední hrad s dvojicí mohutných pentagonálních bašt (západní nese dodnes jméno Bebekova). V mohutné 6 m tlusté zdi mezi nimi byly zřízeny 3 dělostřelecké pozice a 6 výklenků pro hákovnice. Přistavěná byla i parkanová zeď s dvojicí kulatých nárožních bašt, která vymezila přístupový koridor do středního hradu. Dolní hrad zajišťovaly tři polygonální bašty a dvě věžové brány s padacím mostem a 10 metrů hlubokým příkopem. Součástí přestavby bylo i vybudování mohutných městských hradeb s branami a rondely.
Z městského opevnění se zachovala jediná bašta. Dolní hrad byl pohlcen městem, zachovala se jen část nádvoří. Hrad vyhořel v roce 1682 během obléhání a od té doby je v ruinách.

## Historie Hradního muzea ve Fiľakově
O zřízení hradního muzea se ve Fiľakově začalo uvažovat již v roce 1941. Původcem myšlenky byl františkánský páter K. König, který založil první Hradní komisi. Komise začala shromažďovat finanční prostředky na založení instituce a Maďarskému národnímu muzeu do Budapešti poslala žádost o provedení archeologického výzkumu Fiľakovského hradu. Výzkum začal v roce 1944 pod vedením dr. Jánose Kalmára. Válka však přerušila tak proces zakládání muzea jakož i samotný výzkum.
První existující regionální muzeum „slovenské části“ Novohradu vzniklo ve Fiľakově v roce 1951 pod názvem Okresní vlastivědné muzeum pro okres Fiľakovo. V r. 1960 bylo převedeno na městské muzeum. V roce 1967 se do města přistěhovalo Okresní vlastivědné muzeum pro okres Lučenec, sídlící od roku 1955 na Haličském zámku (od roku 1971 fungovalo pod názvem Novohradské muzeum ve Fiľakově), ke kterému bylo Městské muzeum přičleněno v roce 1976 jako jeho samostatné oddělení. V období 1967 až 1984 existovaly ve městě dvě stálé expozice: expozice Městského muzea v přízemí františkánského kláštera a expozice novohradského muzea v prostorách tzv. Vigada (budova městské reduty z roku 1900, od roku 1940 měšťanská škola). V roce 1984 se však Novohradské muzeum kvůli nevyhovujícím prostorům odstěhovalo do Lučence a v roce 1988 byla rozebrána i expozice v klášteře. Město zůstalo na rok sametové revoluce bez muzejní instituce.
V roce 1993 začala nová kapitola historie Fiľakovského muzea. Žádosti města vyhovělo Ministerstvo kultury SR, jako tehdejší zřizovatel novohradského muzea, a část sbírek Městského muzea, chátrajících již šest let v různých nehlídaných depozitářích, byla darovaná městu Fiľakovo.
Obnovené Městské muzeum se stalo oddělením Městského kulturního střediska a stálá expozice byla otevřena v roce 1994 ve třech místnostech Vigada. Po patnácti letech se však ukázala potřeba reorganizování instituce.
Myšlenka založení hradního muzea se v rozvojových plánech samosprávy objevila opět v roce 2005. V letech 2006/2007 proběhla rekonstrukce interiéru Bebekovej bašty i jeho adaptace na muzejní účely. V dubnu 2007 bylo založeno Hradní muzeum ve Fiľakově, kterému byl delimitován majetek Městského muzea a přidělen do správy Fiľakovský hrad.

## Expozice Hradního muzea ve Fiľakově
V srpnu 2008 bylo zpřístupněno HMF na třech spodních podlažích pětipatrové Bebekovy bašty stálou expozici pod názvem „Staletí Fiľakovského hradu“, která návštěvníky seznamuje s historií města a hradu od první písemné zmínky po zničení hradu v roce 1682. Vystaveny jsou tak vzácné středověké a raně novověké Fiľakovské hradní nálezy ze Slovenského národního muzea (kachle s vyobrazeními středověkých uherských králů a světců), jakož i původní klíče od hradu a předměty pocházející z období 39leté turecké okupace Fiľakova. Součástí expozice jsou také hodnotné exponáty z nejvýznamnějších archeologických lokalit okolí Fiľakova - část hodejovského bronzového pokladu, kování opasků z období avarského kaganátu, pocházející z katastru obce Prša, a hrobová keramika z doby bronzové z nedalekých Radzoviec (výpůjčka z novohradského muzea a galerie).
Po otevření druhé stálé expozice v roce 2011 s názvem „Pozůstatky vyhynulých obratlovců v okolí Fiľakova“ zabrala přízemí paleontologická výstava. V roce 2017 Hradní muzeum ve Fiľakovo rozšířilo a modernizovalo své sbírky a muzejní prostory. Paleontologické nálezy doplnili zkameněliny bezobratlých, otisky rostlin a mlžů z okolí Fiľakova, a tím se název výstavy změnil na „Památky zkamenělého života v okolí Fiľakova“. Další výstavní prostory obohatila rekonstrukce avarského mužského hrobu, slavnostního ženského oblečení z doby bronzové a oblečení Štěpána Koháryho II. – posledního hradního kapitána. Přibyly dvě nově zrestaurované olejomalby světců z 18. století, jakož i nálezový materiál z archeologických výzkumů posledního desetiletí. Na čtvrtém podlaží se vytvořil oddychový koutek s velkoplošnými obrazovkami, kde se promítá video s 3D rekonstrukcí původního stavu hradu a záběry z různých akcí.
Městské vlastivědné muzeum funguje dále jako oddělení Hradního muzea. Jeho expozice byla zavřena v létě 2008. Po rozsáhlé rekonstrukci budovy se návštěvníkům v roce 2014 zpřístupnila nová stálá expozice s názvem „Od Fiľakovské palmy k světoznámému kohoutovi“, věnovaná dějinám Fiľakova po zničení hradu s důrazem na historii místního průmyslu (smaltovny). Hradní muzeum organizuje krátkodobé výstavy tak v galerii Městského vlastivědného muzea, jakož i na nejvyšším patře Bebekovy bašty.